# Pinus heldreichii

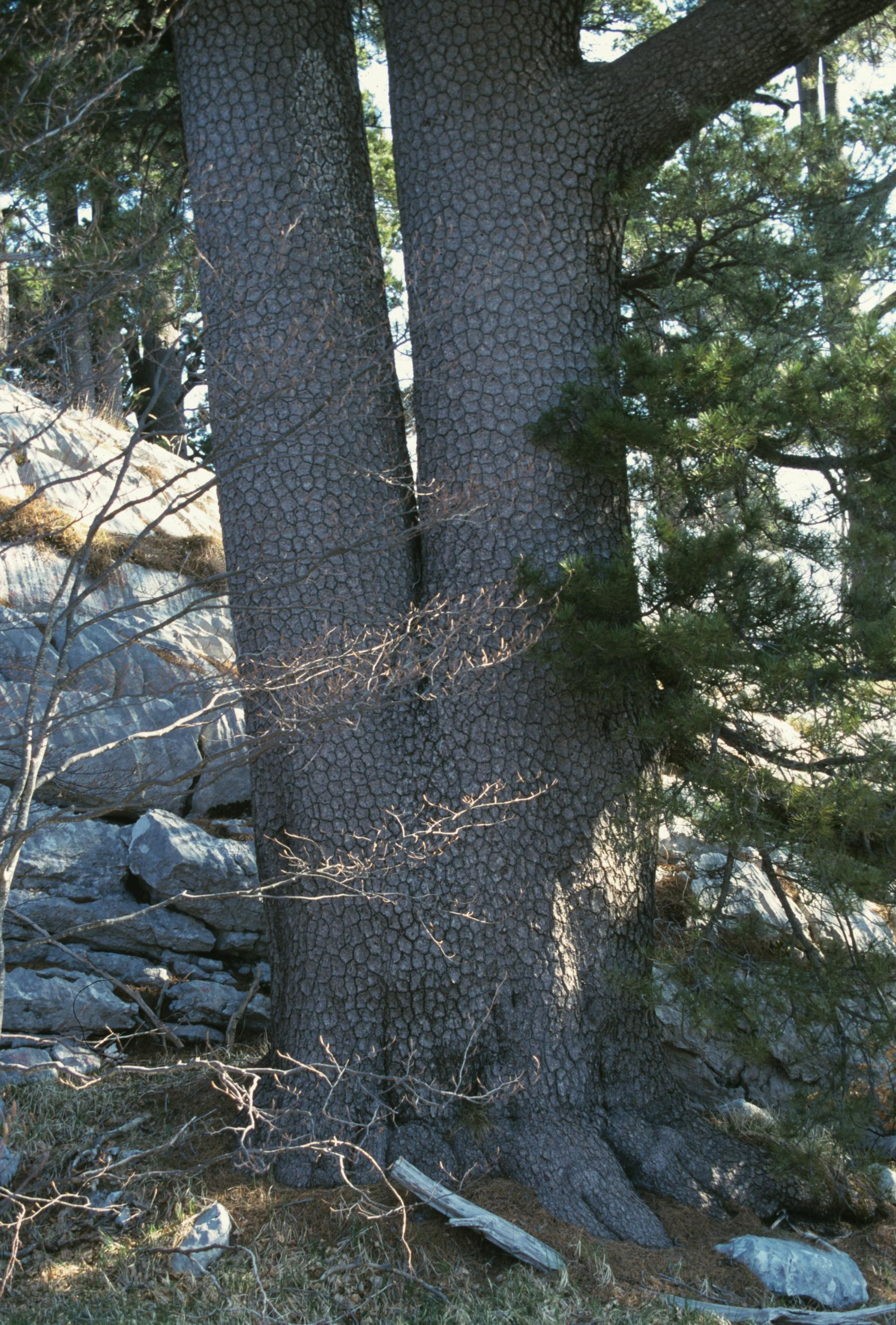
Pinus heldreichii on Orjen.

Thông Bosnia (danh pháp khoa học: Pinus heldreichii, đồng nghĩa P. leucodermis; họ Pinaceae) là một loài thông bản địa các khu vực miền núi của vùng Balkans và miền nam Italy. Thông Bosnia có thể được tìm thấy ở vùng núi của Bosnia, phía Tây Nam Bulgaria, Albania, Cộng hòa Macedonia, Serbia, miền bắc Hy Lạp (phía nam núi Olympus), và địa phương ở miền nam Italy (nó là biểu tượng của quốc gia Pollino Park), mọc ở độ cao 900-2.500 m. Nó thường đến các dòng cây núi cao trong lĩnh vực này. Nó là một cây thường xanh lên đến 25–35 m chiều cao, và đường kính thân cây 2 m.
Nó là một thành viên của nhóm thông khó cứng, chi thông, với những chiếc lá (kim) thành bó hai, với một vỏ bọc liên tục. Lá dài 4,5–10 cm và dày 1,5–2 mm. Thông Bosnia có nón dài 5–9 cm, với vảy mỏng, dễ vỡ, chúng có màu xanh tím trước khi trưởng thành, chuyển màu nâu khi chín khoảng 16-18 tháng sau khi thụ phấn. Hạt 6–7 mm dài có một cánh 2-2,5 cm và gió phân tán.
Một mẫu vật đáng chú ý ở dãy núi Pirin của Bulgaria, được biết đến với tên thông Baikushev, cao 24 m, đường kính 2,2 m, và được ước tính là hơn 1300 năm tuổi.